# Charles Boettcher
Charles Boettcher (Kölleda, 8 aprile 1852 – Denver, 2 luglio 1948) è stato un imprenditore tedesco.
Interessatosi nel corso della sua vita di molteplici campi, dall'industria mineraria a quella dello zucchero, Boettcher è noto per essere stato uno dei primi e dei più facoltosi imprenditori del Colorado. 

## Biografia
Nato in una piccola cittadina tedesca della Turingia, all'età di 17 anni Boettcher lasciò la Germania per emigrare negli Stati Uniti d'America, in particolare nel Wyoming, dove il fratello Herman lavorava in un negozio di ferramenta. Charles riuscì ad essere assunto nello stesso negozio, e lì lavoro per i suoi primi anni da emigrante, a due dollari a settimana.
Nel 1870, Herman riuscì a comprare il negozio e, volendo spostarsi a Evans, nel Colorado per aprirne un altro, lasciò Charles a dirigerlo. Ben presto Charles entrò in società con il fratello e assieme, i due, divennero proprietari di una catena di negozi di ferramenta, facendo fortuna vendendo strumenti ed equipaggiamenti da scavo ai molti minatori che, nel periodo che fece seguito alla cosiddetta corsa all'oro del Colorado, erano giunti nello Stato sperando di diventare ricchi.
Non pago della sua catena di ferramenta, dopo essersi spostato in Colorado nel 1871, dove nel 1874 sposerà Fannie Augusta Cowan, che gli darà due figli, Boettcher avviò una serie di altre aziende, iniziando da una fabbrica di polvere da sparo - utile allo scavo di miniere e gallerie - a Leadville, sempre in Colorado, e proseguendo poi con una centrale elettrica e la Ideal Cement Company, una delle imprese per cui è maggiormente noto. Dopo essersi trasferito a Denver, Boettcher avviò anche un'attività di compravendita di immobili e di allevamento di bestiame, aumentando ancora la sua fortuna.

Nel 1901, dopo aver visto la rigogliosità dei campi di barbabietole europei nel corso di una vacanza nel continente che stava effettuato con la moglie, Boettcher decise di portare con sé in America dei semi per avviare la propria attività nel campo dello zucchero. Fu così che egli pose le basi, a Loveland, della Great Western Sugar, una delle prime aziende a produrre zucchero nell'Ovest degli Stati Uniti. Con il passare del tempo, l'azienda si espanse, costruendo o acquistando vari stabilimenti aggiuntivi in Nebraska, Wyoming e Montana.
Charles Boettcher morì di morte naturale nel 1948 a Denver.

## Eredità
Dopo la morte del capostipite, la famiglia Boettcher decise di istituire una fondazione filantropica tutt'oggi esistente, la Boettcher Foundation, con l'intento di sovvenzionare progetti atti a migliorare la vita dei cittadini di Denver e dell'intero Colorado. Tra questi si possono ricordare la Boettcher Concert Hall e i giardini botanici di Denver. Negli anni 1970, la famiglia Boettcher ha anche donato alla contea di Jefferson una delle residenze estive della famiglia, Boettcher House, nota anche come Lorraine Lodge, costruita nel 1917 su progetto dell'architetto John J. Huddart, talvolta utilizzata anche come residenza di caccia e oggi inserita nel National Register of Historic Places.
Nel 1963, Boettcher è stato inserito nella Hall of Great Westerners dei National Cowboy & Western Heritage Museum, l'ala del museo creata per celebrare più di 200 persone, tra uomini e donne, per il loro contributo dato alla crescita del "West" americano.